# قطعنامه ۲۳۷۰ شورای امنیت
قطعنامه ۲۳۷۰ شورای امنیت در ۲ اوت ۲۰۱۷ به تصویب رسید. شورای امنیت سازمان ملل متحد با تصویب این قطعنامه مصرانه از کشورهای عضو خواست که از دسترسی تسلیحات به گروه‌های تروریستی ممانعت کنند.

## قطعنامه مصوب
قطعنامه ۲۳۷۰ که توسط کشور مصر ارائه شده بود، استمرار تأمین تسلیحات، تجهیزات، پهبادها و بمب‌های کنارجاده‌ای به داعش و القاعده و جریانات وابسته به آن‌ها و همچنین به گروه‌های مسلح غیرقانونی و جنایتکاران را قویاً محکوم می‌کند.
این قطعنامه مجدداً از همه کشورها خواسته است که از رسیدن تروریست‌ها به تسلیحات جلوگیری کنند. در این قطعنامه همچنین از ۱۹۳ عضو شورای امنیت خواسته شده‌است که شبکه‌های تأمین تسلیحات را منهدم کنند. این قطعنامه از همه کشورها می‌خواهد که با همکاری با یکدیگر از تأمین تسلیحات به تروریست‌ها از طریق اینترنت و شبکه‌های اجتماعی جلوگیری کنند.

## سخنان اجلاس
امیر عبداللطیف ابوالعطا سفیر مصر در شورای امنیت و رئیس دوره‌ای شورای امنیت بعد از رأی‌گیری گفت، هدف تروریست‌ها و گروه‌های تروریستی انجام جنایت است که کمتر و فجیع تر از انجام عمل تروریستی نیست.
یوری فداتوف، مدیر اجرایی دفتر جنایت و مواد مخدر سازمان ملل از طریق پیام ویدئویی گفت، تروریست‌ها تسلیحات مورد نیاز خود را از طرق مختلف در سراسر جهان بدست می‌آورند، از طریق انبارهای تسلیحاتی که امنیت کافی ندارند، مدیریت ضعیف حفاظت مرزی، از طریق پلتفرم‌های اینترنتی که محل فروش را مخفی نگه می‌دارد.
امانوئل روکس نماینده ویژه انترپل گفت اگر چه فعالیت‌های سازمان ملل در رابطه با استفاده تروریست‌ها از تسلیحات جدید نیست ولی این تهدید امروز یک تهدید غیرقانونی پیچیده به حساب می‌آید. هم گرایی یک کلمه کلیدی است: «بین جنایت سازمان یافته و تروریسم، بین تکنولوژی جدید و قدیم، بین نظامی گری و تلاشهای قانونی».
جهانگیر خان رئیس دفتر جدید ضد تروریسم سازمان ملل گفت که برداشتن از انبارهای دولتی به وسیلهٔ دزدی یا تصرف آن‌ها یک منبع مهمی برای تسلیحات گروه‌های تروریستی و دیگران است. او اضافه کرد که خرید و فروش آنلاین تسلیحات در صفحات تاریک وب به‌طور ویژه آزاردهنده است.
نیکی هیلی سفیر ایالات متحده در سازمان ملل، گفت: «... ما می‌دانیم که تروریست‌ها راه‌های مختلف برای اینکه دست شان به سلاح‌های خطرناک برسد دارند. یک کشور بطور عمد پشت توزیع سیستماتیک سلاح، آموزش و تأمین مالی گروه‌های تروریستی قرار دارد. یک کشور با حمایت از عوامل تروریست خود برای پیشبرد سیاست خارجی و برای جبران ضعف خود استفاده می‌کند. این کشور ایران است که اولین بار توسط ایالات متحده به عنوان یک کشور حمایت کننده از تروریسم در سال ۱۹۸۴ نامگذاری شد. … ترویست‌های نیابتی خواسته حکومت ایران را در عراق و سوریه انجام می‌دهند … ایران همچنین از حماس و گروه‌های تروریستی بحرینی پشتیبانی می‌کند. این کار را از طریق شریک خود حزب‌الله انجام می‌دهد، ایران درگیر آماده‌سازی برای جنگ در لبنان می‌باشد. آن‌ها در حال ایجاد ذخایر تسلیحاتی و نیروهای نظامی با تجربه جنگی در لبنان هستند.»